# Bittacus eremus
Bittacus eremus är en näbbsländeart som beskrevs av Christine Lynette Lambkin 1988. Bittacus eremus ingår i släktet Bittacus och familjen styltsländor. Inga underarter finns listade i Catalogue of Life.